# Lecane ohioensis
Lecane ohioensis är en hjuldjursart som först beskrevs av Herrick 1885.  Lecane ohioensis ingår i släktet Lecane och familjen Lecanidae. Arten är reproducerande i Sverige. Inga underarter finns listade i Catalogue of Life.